# John Lintorn Arabin Simmons
Sir John Lintorn Arabin Simmons, GCB GCMG (* 12. Februar 1821 in Langford, Somerset; † 14. Februar 1903 in Hawley, Hampshire) war ein britischer Feldmarschall und Gouverneur von Malta.

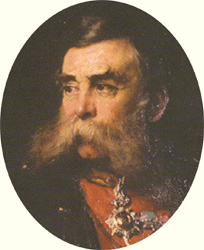
Sir John Lintorn Simmons

## Herkunft und Jugend
John Lintorn Arabin Simmons wurde als fünfter Sohn von Captain Thomas Frederick Simmons, Royal Artillery, geboren. Er trat im Alter von 16 Jahren, am 14. Dezember 1837, in die Royal Engineers ein, nachdem er in die Royal Military Academy in Woolwich aufgenommen worden war. Er absolvierte die Kurse für jüngere Offiziere des Royal Engineer Establishment in Chatham (jetzt Royal School of Military Engineering), die zu diesem Zeitpunkt von seinem Entdecker und Förderer, Colonel Sir Charles Pasley geführt wurde.
Seine erste Verwendung erhielt er in Kanada 1839. Simmons war für fast sechs Jahre in den nordamerikanischen Kolonien stationiert. Während dieser Zeit wurde er in Grenzstreitigkeiten verwickelt und beschäftigte sich mit dem Bau von Befestigungen.

## Inspekteur der Eisenbahnen
Nach seiner Rückkehr nach England im Jahr 1846 wurde er zum Hauptmann befördert und 1847 zum Inspekteur der Eisenbahnen (Inspector of Railways) ernannt. 1850 wurde er Sekretär der Eisenbahnkommission (Railway Commission). Er untersuchte mehrere Eisenbahnunfälle, so auch den Eisenbahnunfall auf der Dee-Brücke in Chester, ein Brückeneinsturz, der fünf Todesopfer forderte. Sein Bericht machte die gusseisernen Träger der Brücke für den Unfall verantwortlich. Der Unfall war zu dieser Zeit von großer Bedeutung, da die Brücke von Robert Stephenson konstruiert wurde. Viele andere Brücken, die nach dem gleichen Muster konzipiert waren, mussten abgerissen und ersetzt werden. Im Jahr 1851 wurde Simmons der erste Generalsekretär der Eisenbahn-Abteilung im Rahmen des Board of Trade.

## Militärische Karriere
Im Jahr 1853, während einer Beurlaubung von seinem Posten im Board of Trade, war er in Konstantinopel, als die Türkei Russland den Krieg erklärte. Der britische Botschafter nahm Simmons’ angebotene Unterstützung an und beauftragte ihn mit einem Bericht über die türkischen Befestigungsanlagen und ihrer Fähigkeit, einem Angriff der russischen Truppen zu widerstehen. Nach Ablauf seiner Beurlaubung quittierte er seinen Dienst im Board of Trade, was ihm die Rückkehr in die Türkei ermöglichte.
Zuerst als britischer Militärverbindungsoffizier bei Omar Pascha eingesetzt, wurde er später im Rang eines Oberstleutnants zum British Commissioner in der osmanischen Armee ernannt. In dieser Funktion nahm er 1854–1856 am Krimkrieg teil. 1857 kehrte Simmons als britischer Vertreter in der Kommission zur Festlegung des Grenzverlaufs zwischen Russland und der Türkei nach Kleinasien zurück.
Anschließend diente er im Foreign Office als Generalkonsul in Warschau. 1860 trat er wieder in die Royal Engineers ein, zunächst als Chef des Pionierwesens der britischen Armee (Commanding Royal Engineer) in Aldershot und später als Direktor des Royal Engineer Establishment in Chatham.
Im Jahr 1868 wurde er zum Major General ernannt. Er wurde im März 1869 Lieutenant-Governor der Royal Military Academy und kurze Zeit später Kommandeur der Akademie. Im Juni 1869 wurde er Knight Commander des Order of the Bath, zum Generalleutnant befördert und 1872 zum Oberkommandierenden (Colonel Commandant) der Royal Engineers ernannt. Von 1875 bis 1880 war er Generalinspekteur des Befestigungswesens (Inspector General of Fortifications). In dieser Zeit wurde er 1877 zum General befördert und wurde 1878 zum Knight Grand Cross des Order of the Bath erhoben.
Als Gouverneur von Malta von 1884 bis 1888 leitete er erhebliche verfassungsrechtliche und soziale Veränderungen auf der Insel ein. 1887 wurde er zum Knight Grand Cross des Order of St. Michael and St. George geschlagen. Er verließ Malta im Alter von 67 Jahren, als er seinen aktiven Dienst in der britischen Armee beendete. Das Foreign Office nahm seine Dienste weiterhin in Anspruch und entsandte ihn im Jahre 1889 als Außerordentlichen Beauftragten und Bevollmächtigten Minister (Envoy Extraordinary and Minister Plenipotentiary) nach Rom zu Papst Leo XIII.
Im Jahr 1890 erhielt er vom türkischen Sultan die Grand Cordon des Ordens von Medjidieh und wurde zum Field Marshal der Britischen Armee befördert.
Er zog sich nach Hawley in der Nähe von Blackwater, Hampshire zurück und verstarb dort am 14. Februar 1903.
Er war der Großvater mütterlicherseits von Rotha Lintorn-Orman, einer Führerin der britischen Faschisten in den zwanziger und dreißiger Jahren des 20. Jahrhunderts.